# Смртоносни прасак
Смртоносни прасак (енгл. Dead Bang) је амерички акциони трилер филм из 1989. у режији Џона Френкенхајмера. Сценарио је написао Роберт Фостер. У филму глуме Дон Џонсон, Пенелопи Ен Милер, Вилијам Форсајт, Боб Балабан и Тим Рид.
Џонсонов лик, заснован на стварном детективу Одељења шерифа округа Лос Анђелес, Џерију Беку, прати убицу заменика шерифа округа Лос Анђелес и открива заверу која укључује литературу мржње, милиције беле расе и трговину оружјем.

## Радња
Током Божићне седмице убијен је полицајац. Детектив Џери Бек, коме је посао све што је преостало у животу, добија задатак да истражи ово убиство. Пије, ретко мења кошуљу, а из личног живота остају само бљескови успомена. У служби, он не само да избацује хронични стрес, већ и једном приликом повраћа на преступника ухапшеног после дуге потере. Његову опсесију резултатом истраге посебно је уочљива за доконог инспектора Веблија и исправног, али Веблију блиског по свом формализму, агента ФБИ Креслера. То не цене све Џеријеве колеге, што јунака филма води у канцеларију психолога полицијске управе, где на најнеочекиванији начин мора да докаже свој здрав разум. Истрага води детектива до групе паравојних расистичких екстремиста, који су већ на мети ФБИ. Ситуација је компликована чињеницом, да девојка која се појавила у његовом животу испоставља се да је жена убијеног полицајца, очигледно желећи да се он освети убици њеног мужа. Банди убица помаже моћна и радикална верска организација, која има не само цркве и парохијане, већ и бункере и полигоне за милитанте. Ове препреке приморавају Бека да покаже све своје способности и мобилише све снаге. Једноставно више нема времена за пиће и сажаљење. Врхунац прогона постаје туча у подземном склоништу, када Бек, смртно ранивши вођу банде, схвата да је све ово време јурио погрешну особу ...